# ノーラと刻の工房 霧の森の魔女
『ノーラと刻の工房 霧の森の魔女』（ノーラとときのこうぼうきりのもりのまじょ）は、アトラスから2011年7月21日に発売されたニンテンドーDS用ソフト。
ハートフルな世界観・ストーリーとハードなゲームバランスのギャップが特徴のマリーのアトリエ系SLGである。

## ストーリー
「湖にある島には、霧の森の魔女・ヴェーラが住む」という伝説がある町・テンペリナ。
見習い導刻術師・ノーラ・ブランドルは、一族の掟により、異国の地で3年間、人々に知られない様に導刻術の修行をすることになり、その霧の森にやって来た。しかし、そこでノーラは、ヴェーラと間違われてしまい、誤解を解くべく、導刻術で依頼を達成したり、冒険をしたりして、街の人々との絆を深めていく。

## 登場キャラクター
ノーラ・ブランドル
声 - 竹達彩奈
本作の主人公。修行の為に霧の森にやって来た、16歳の導刻術師の少女。常に明るく前向きな性格。たとえ悪口を言われても受け流してしまうが、内容ははっきりと覚えている。やや世俗に疎いのと16歳にしては随分幼いが欠点か。バットエンドで魔女狩りされるためR18のイラストなどではかなりひどい目にあわされている。
ケケ
声 - 大谷育江
ノーラの親友でお目付け役(本人談)。ティック族の1人。饒舌で言いたいことは、はっきりと言う。
ルッツ・アレニウス
声 - 鈴村健一
新米冒険者の少年。16歳。冒険者として一攫千金を夢見ており、ヴェーラを倒して有名になろうとするが、当初ノーラをヴェーラと勘違いして攻撃しようとした。勝気で熱血漢だが、戦闘力はイマイチ。ビッグになるのが夢。ノーラに木馬の制作を依頼し、弟にプレゼントするなど弟思いな一面も。
カルナ・アスターラ
声 - ゆかな
イサルミィの町の傭兵。普段は寛大かつ明朗で少々抜けた面もあるが、戦闘では一切隙が無く、近隣では敵う者がいないと言われる程の実力を持つ。現在は剣兵詰め所に暮らしている。ある剣を探しているらしい。
エルシー・クイン
声 - 今野宏美
テンペリナの武器屋『クインズ』の一人娘。年齢の割にしっかり者で頑張り屋。鉱石に精通している。趣味は、お茶会を開くこと。ある程度『クインズ』での友好度が高くなってからでないと仲間に出来ない。
メロウ
声 - 藤田咲
ノーラの庭にやって来た謎の少女。常に笑顔で、おっとりとした性格。記憶喪失で自分の名前しか覚えていない。ケケ曰く絶対怒らないとの事。
オクトーヤ・レイストローム
声 - 石塚運昇
テンペリナの自警団を立てた大男。外見の割に心優しく「強きものは紳士たれ」をモットーとするが、町が元々平和な為、仕事はあまり無く、懐が寂しい。
キト・ベールマン
声 - 櫻井孝宏
イサルミィにある商家の子息。真面目で堅物な性格。主に商工会議所を出入りしており、取引先のパイプ役を担う。口は立つが、実戦経験が少ないことにコンプレックスを持つ。
シルカ・ビョルン
声 - 花澤香菜
テンペリナにある診療所を手伝う少女。寡黙で無表情だが、芯は強い。薬草を見つけることが得意。診療は兎も角、薬の導入に対する町人達の対応に苦戦中。
ユカ・ワルタネン
声 - 子安武人
テンペリナの酒場『吹きだまりの泉』に居座る青年。いつもビーフジャーキーを食べている。やや斜に構えた態度を取り、いつも他人をからかう癖があるのかルッツとは不仲に近い。

## 製作スタッフ
- 企画・シナリオ原案 - 吉池真一（代表作：マリー、エリーのアトリエ等）
- プロデューサー - 小森成雄（代表作：世界樹の迷宮シリーズ等）
- キャラクターデザイン - 日向悠二（代表作：世界樹の迷宮シリーズ等）
- サウンドコンポーサー - なるけみちこ（代表作：ワイルドアームズ等）